# Glotovka
Glotovka (in russo Глотовка?) è un insediamento di tipo urbano della Russia europea, situato nel rajon Inzenskij dell'oblast' di Ul'janovsk.
Si trova a sud-ovest di Ul'janovsk.